# 島田奈央子 (アナウンサー)
島田 奈央子（しまだ なおこ、6月4日 - ）は、日本のフリーアナウンサー。株式会社ライトハウス所属。血液型A型。

## 人物・経歴
千葉県出身。主にケーブルテレビ局やラジオ番組などのリポーターとして活躍。地元千葉ロッテマリーンズの大ファンで、RFラジオ日本の『ラジオ日本マリーンズナイター』でリポーターを務めている。
フランス語検定3級、英語検定準1級、上級救命講習終了、普通自動車免許といった資格を持っている。
知人を通じて、音楽ライターをしている同姓同名の女性（旧芸名:島田奈美）と知り合うことになる。

## 主な活動

### テレビ
- エリア散策（JCNよこはま）リポーター
- ごごたま（テレ玉）リポーター
- 健康百貨点（ウェルウェアーチャンネル）アシスタント
- ネットdeシンデレラ アシスタント

など

### ラジオ
- ラジオ日本マリーンズナイターリポーター

など